# Виллафранка-ин-Луниджана
Виллафранка-ин-Луниджана (итал. Villafranca in Lunigiana) — коммуна в Италии, располагается в регионе Тоскана, в провинции Масса-Каррара.
Население составляет 4819 человек (2008 г.), плотность населения составляет 163 чел./км². Занимает площадь 29 км². Почтовый индекс — 54028. Телефонный код — 0187.
Покровителем коммуны почитается святой Иоанн Креститель, празднование 24 июня.

## Демография
Динамика населения:

## Администрация коммуны
- Официальный сайт: http://www.comunevillafrancainlunigiana.it/